# Pinkpop 1970
Pinkpop 1970 werd gehouden op 18 mei 1970 op het Sportpark Burgemeester Damen in Geleen. Het was de eerste Pinkpop in de geschiedenis. Uiteindelijk zou het festival 17 keer in Geleen plaatsvinden. Er waren circa 10.000 toeschouwers. 
De presentatie was in handen van Jan Smeets.

## Optredens
- Keef Hartley
- Golden Earring
- George Baker Selection
- The Dream
- Opus
- Livin' Blues
- Bismarck
- Mr.Albert Show
- Live

Ook Yes (als afsluiter) en The Gun stonden aanvankelijk op het programma, maar uiteindelijk vonden er geen optredens plaats. Golden Earring verving hen.